# Frederick James Hargreaves
Frederick James Hargreaves (10 de febrero de 1891 - 4 de septiembre de 1970) fue un astrónomo y óptico británico.
Es considerado uno de los más importantes ópticos de Gran Bretaña, notable por su habilidad en la fabricación de espejos y de distintos elementos ópticos de los telescopios astronómicos. También
realizó una serie de observaciones y dibujos de las turbulencias atmosféricas en los cinturones de Júpiter.
Fue presidente de la Asociación Astronómica Británica y de la Real Sociedad Astronómica.

## Reconocimientos
- Galardonado con la Medalla Jackson-Gwilt en 1938.
- El cráter lunar Hargreaves lleva este nombre en su memoria.